# Hrádok
Hrádok es un municipio del distrito de Nové Mesto nad Váhom en la región de Trenčín, Eslovaquia, con una población estimada a final del año 2024 de 784 habitantes.
Se encuentra ubicado al oeste de la región, cerca del río Váh (cuenca hidrográfica del Danubio) y de la frontera con la región de Trnava y la República Checa.

## Demografía
| Año        | 1994 | 2004    | 2014     | 2024     |
| ---------- | ---- | ------- | -------- | -------- |
| Población  | 642  | 596     | 711      | 784      |
| Diferencia |      | −7,16 % | +19,29 % | +10,26 % |

| Año        | 2023 | 2024    |
| ---------- | ---- | ------- |
| Población  | 770  | 784     |
| Diferencia |      | +1,81 % |